# King and Queen of the Ring (2024)
King and Queen of the Ring (2024) – dwunasta gala wrestlingu w chronologii cyklu King of the Ring, ale pod nową nazwą, wyprodukowana przez federację WWE dla zawodników z brandów Raw i SmackDown. Odbyła się 25 maja 2024 w Jeddah Super Dome w Dżuddzie w Arabii Saudyjskiej. Podczas gali odbyły się finały zarówno 23. turnieju King of the Ring, jak i drugiego turnieju Queen of the Ring, przy czym ostatnie turnieje każdego z nich odbyły się w 2021 roku.
Była to jedenasta gala, którą WWE zorganizuje w Arabii Saudyjskiej w ramach 10-letniego partnerstwa wspierającego Saudi Vision 2030, co będzie pierwszą galą King of the Ring zorganizowanym poza Stanami Zjednoczonymi. Pierwotnie gala miało odbyć się w tym samym miejscu w maju 2023 roku, ale plany uległy zmianie i zastąpiono je galą Night of Champions. Będzie to pierwsza gala King of the Ring od 2015 roku, które było transmitowane na żywo wyłącznie na WWE Network, pierwsze wydarzenie transmitowane na żywo na Peacocku w Stanach Zjednoczonych, pierwsze transmitowane na tradycyjnym PPV od 2002 roku i pierwsza gala dla turnieju Queen of the Ring, który powstał w 2021 roku jako turniej Queen’s Crown. W przypadku gali w 2024 roku, zwycięzcy każdego turnieju otrzymali walkę o mistrzostwo świata na SummerSlam.
Na gali odbyło się sześć walk, w tym jedna w pre-show Countdown to King and Queen of the Ring. W walce wieczoru, Cody Rhodes pokonał Logana Paula broniąc Undisputed WWE Championship ze SmackDown. W innych ważnych walkach, Gunther z Raw pokonał Randy’ego Ortona ze SmackDown i wygrał turniej King of the Ring, zdobywając walkę o World Heavyweight Championship swojego brandu na SummerSlam, Nia Jax ze SmackDown pokonała Lyrę Valkyrię z Raw i wygrała turniej Queen of the Ring, zdobywając walkę o WWE Women’s Championship swojego brandu na SummerSlam oraz w pierwszej walce w głównej karcie, Liv Morgan pokonała Becky Lynch zdobywając Women’s World Championship z Raw.

## Produkcja

### Tło
Na początku 2018 roku amerykańska promocja wrestlingu WWE rozpoczęła 10-letnie strategiczne wieloplatformowe partnerstwo z Ministerstwem Sportu (dawniej General Sports Authority) w celu wsparcia Saudi Vision 2030, programu reform społecznych i gospodarczych Arabii Saudyjskiej. W marcu 2023 roku WWE zaplanowało saudyjską galę zatytułowaną King and Queen of the Ring w Jeddah Super Dome w Dżuddzie, która ożywiłaby serię gal King of the Ring, ale ze zmianą nazwy, ale 13 kwietnia ujawniono, że plany te zostały odrzucone, a zastąpiono je galą Night of Champions. Fightful poinformowało później, że WWE nie ma planów przełożenia King i Queen of the Ring na później w tym samym roku, ale gala ta mogłaby prawdopodobnie zostać wykorzystana do przyszłej gali w Arabii Saudyjskiej.
7 kwietnia 2024 roku, podczas drugiej nocy WrestleManii XL, WWE ogłosiło plany zorganizowania gali King and Queen of the Ring w Arabii Saudyjskiej w Jeddah Super Dome, co oznacza, że będzie to 12. gala King of the Ring i 11. w partnerstwie Arabii Saudyjskiej. Gala odbędzie się 25 maja 2024 roku. Będzie to pierwsza gala King of the Ring od 2015 roku, która była transmitowana na żywo wyłącznie na WWE Network, pierwsza gala transmitowana na żywo na Peacock w Stanach Zjednoczonych, pierwsza gala emitowana w tradycyjnym systemie pay-per-view od 2002 roku i pierwsza gala King of the Ring organizowana poza Stanami Zjednoczonymi. Potwierdzono również, że odcinek Friday Night SmackDown z 24 maja po raz pierwszy odbędzie się w Arabii Saudyjskiej.
Gala King of the Ring pierwotnie opierała się na turnieju King of the Ring, turnieju pojedynczej eliminacji dla mężczyzn, który został ustanowiony przez WWE w 1985 roku, a zwycięzca został koronowany na „króla ringu”. Odbywał się corocznie do 1991 roku, z wyjątkiem 1990 roku. Te wczesne turnieje były specjalnymi, nie transmitowanymi w telewizji house showami. W 1993 roku organizacja rozpoczęła produkcję turnieju King of the Ring jako PPV o tej samej nazwie. Kontynuowano jako coroczne PPV w czerwcu aż do gali w 2002 roku, które było ostatnią galą King of the Ring wyprodukowaną jako PPV. Po konkluzji chronologii PPV turniej zaczęto organizować okresowo co kilka lat na innych PPV lub w cotygodniowych programach telewizyjnych WWE. Następnie WWE wznowiło cykl w 2015 roku, ale ponownie został przerwany, a turniej ponownie odbywał się okresowo w cotygodniowych programach telewizyjnych WWE lub innych PPV. Wraz z wznowieniem cyklu i zmianą nazwy na King and Queen of the Ring w 2024 roku, odbędzie się w nim finał 23. turnieju King of the Ring i drugiego turnieju Queen of the Ring (pierwotnie zwanego Queen’s Crown), który w 2021 roku został ustanowiony jako żeński odpowiednik, a zwyciężczyni zostanie ukoronowana na „królową ringu”, będąc tym samym pierwszą galą dla turnieju Queen of the Ring. Ostatni turniej King of the Ring odbył się także w 2021 roku.

### Rywalizacje
King and Queen of the Ring będzie oferowało walki profesjonalnego wrestlingu z udziałem wrestlerów należących do brandów Raw i SmackDown. Oskryptowane rywalizacje (storyline’y) kreowane będą podczas cotygodniowych gal Raw i SmackDown. Wrestlerzy są przedstawieni jako heele (negatywni, źli zawodnicy i najczęściej wrogowie publiki) i face’owie (pozytywni, dobrzy i najczęściej ulubieńcy publiki), którzy rywalizują pomiędzy sobą w seriach walk mających budować napięcie. Kulminacją rywalizacji jest walka wrestlerska lub ich seria.

#### Turnieje King i Queen of the Ring
22 kwietnia na odcinku Raw, Gunther ogłosił, że weźmie udział w turnieju King of the Ring, co czyni go pierwszym oficjalnym uczestnikiem. Później tej samej nocy swój udział ogłosili zwycięzca turnieju 2021 Xavier Woods i Drew McIntyre. 3 maja na odcinku SmackDown, Carmelo Hayes, LA Knight i Santos Escobar ogłosili swój udział. Obydwa turnieje rozpoczęły się 6 maja na odcinku Raw, a trzy wallki pierwszej rundy każdego turnieju odbyły się zarówno na Raw, jak i na SmackDown 10 maja. Pozostałe cztery walki odbyły się podczas gal WWE Live 11 i 12 maja, które zazwyczaj nie są kanoniczne dla produktu telewizyjnego. Z różnych względów zdrowotnych część zapowiedzianych uczestników walk pierwszej rundy została zastąpiona: Woodsa zastąpił jego partner z tag teamu The New Day Kofi Kingston, McIntyre’a zastąpił Jey Uso, Asuka została zastąpiona przez swoją partnerkę ze stajni Damage CTRL, Dakotę Kai, Bobby Lashley został zastąpiony przez swojego kolegę ze stajni Pride, Angelo Dawkinsa, a zwyciężczynię turnieju kobiet z 2021 Zelinę Vegę zastąpiła Maxxine Dupri. 23 maja podczas występu w WWE Experience w Arabii Saudyjskiej, dyrektor ds. treści WWE Paul "Triple H" Levesque ogłosił, że zwycięzcy obu turniejów otrzymają walkę o mistrzostwo świata swojego brandu na SummerSlam, co oznacza dopiero drugi raz po 2002 roku, kiedy w turnieju mężczyzn przyznano nagrodę inną niż tytuł o tej samej nazwie, i po raz pierwszy w przypadku turnieju kobiet.

#### Pojedynek o Women’s World Championship
22 kwietnia na odcinku Raw, Becky Lynch wygrała Battle Royal z udziałem 14 kobiet, eliminując jako ostatnią Liv Morgan i zdobywając zwakowany Women’s World Championship. W następnym tygodniu, gdy Lynch świętowała swoje zwycięstwo, przerwały jej Morgan i Nia Jax - ostatnia noc tej ostatniej jako część rosteru Raw, kiedy została powołana na SmackDown w drafcie WWE 2024. Następnie później tej nocy, zaplanowano walkę pomiędzy Morgan i Jax, w której Morgan wygrała, co skłoniło Lynch do przyznania Morgan walki o tytuł. Następnie zaplanowano walkę o tytuł na King and Queen of the Ring.

#### Pojedynek o WWE Intercontinental Championship
11 marca na odcinku Raw, Sami Zayn wygrał Gauntlet match, eliminując jako ostatniego Chada Gable’a i stając się pretendentem numer jeden do Intercontinental Championship na WrestleManii XL. W tygodniach poprzedzających galę, Gable trenował Zayna przed jego walką o mistrzostwo, którą wygrał. Dzięki pomocy Gable’a, Zayn dał mu walkę o tytuł. Przed walką Bronson Reed ostrzegał jednak, że pójdzie po zwycięzcę. Zayn pokonał Gable’a i zachował tytuł, ale po walce Gable zaatakował Zayna podczas świętowania z rodziną, przechodząc heel turn. Później Gable wyjaśnił, że powodem, dla którego zaatakował Zayna, było to, że poczuł się zlekceważony przez Zayna po tym, jak przyniósł mu tytuł, gdy był w rogu ringu, a także po tym, jak zobaczył Zayna świętującego swoje zwycięstwo z rodziną, co Gable nie był w stanie tego zrobić po przegranej w walce o Intercontinental Championship we wrześniu 2023 roku. Po tym, jak został zaatakowany przez Reeda, Zayn bronił tytuł przeciwko niemu na odcinku z 29 kwietnia, gdzie Zayn wygrał przez dyskwalifikację po tym, jak Gable go zaatakował. W następnym tygodniu, Zayn zaatakował Gable’a podczas jego walki z Reedem, powodując kolejną dyskwalifikację. Później tej nocy Zayn ogłosił, że będzie bronił swojego tytułu przeciwko Gable’owi i Reedowi w triple threat matchu na King and Queen of the Ring, który później został ogłoszony oficjalnie.

#### Pojedynek o Undisputed WWE Championship
Po udanej obronie Undisputed WWE Championship na Backlash France, Cody Rhodes pojawił się na kolejnym SmackDown, aby zobaczyć, kto będzie następnym przeciwnikiem. Następnie Generalny Menadżer SmackDown Nick Aldis przedstawił United States Championa Logana Paula, a na King and Queen of the Ring zaplanowano Champion vs. Champion match. W następnym odcinku, podczas podpisywania kontraktu na walkę, w umowie stwierdzono, że tytuły Rhodesa i Paula będą na szali podczas gali. Jednak kiedy Paul miał już podpisać kontrakt, podarł go, zanim wyciągnął własny kontrakt, który stanowił, że na szali będzie tylko tytuł Rhodesa. Po wyśmiewaniu przez Paula, Rhodes podpisał kontrakt, potwierdzając, że na gali będzie bronił Undisputed WWE Championship przeciwko Paulowi.

#### Pojedynek o WWE Women’s Tag Team Championship
10 maja na odcinku SmackDown, Bianca Belair pokonała Candice LeRae i awansowała w turnieju Queen of the Ring pomimo interwencji partnerki LeRae w tag teamie, Indi Hartwell. Dwa tygodnie później, Belair przegrała w półfinale turnieju, raniąc przy tym kolano. LeRae i Hartwell naśmiewały się z kontuzji Belair za kulisami, dopóki jej partnerka z tag teamu, Jade Cargill, nie stanęła w jej obronie. Następnie Cargill powiedziała, że porozmawia z Generalnym Menadżerem SmackDown Nickiem Aldisem, po czym ogłoszono, że Belair i Cargill będą bronić WWE Women’s Tag Team Championship przeciwko LeRae i Hartwellowi podczas pre-show Countdown To King and Queen of the Ring.

## Wyniki walk
| Nr                                                                   | Wyniki                                                                                  | Stypulacje | Czas  |
| -------------------------------------------------------------------- | --------------------------------------------------------------------------------------- | --- | ----- |
| 1P                                                                   | Bianca Belair i Jade Cargill (c) pokonały Candice LeRae i Indi Hartwell poprzez pinfall | Tag team match o WWE Women’s Tag Team Championship | 8:05  |
| 2                                                                    | Liv Morgan pokonała Becky Lynch (c) poprzez pinfall                                     | Singles match o Women’s World Championship | 16:25 |
| 3                                                                    | Sami Zayn (c) pokonał Chada Gable’a (z Otisem) i Bronsona Reeda poprzez pinfall         | Triple threat match o WWE Intercontinental Championship | 13:40 |
| 4                                                                    | Nia Jax (SmackDown) pokonała Lyrę Valkyrię (Raw) poprzez pinfall                        | Finał turnieju Queen of the Ring Odkąd Jax wygrała, została koronowana na "Królową Ringu" i zdobyła walkę o WWE Women’s Championship swojego brandu na SummerSlam.     | 9:40  |
| 5                                                                    | Gunther (Raw) pokonał Randy’ego Ortona (SmackDown) poprzez pinfall                      | Finał turnieju King of the Ring Odkąd Gunther wygrał, został koronowany na "Króla Ringu" i zdobył walkę o World Heavyweight Championship swojego brandu na SummerSlam. | 21:50 |
| 6                                                                    | Cody Rhodes (c) pokonał Logana Paula poprzez pinfall                                    | Singles match o Undisputed WWE Championship | 24:15 |
| (c) – mistrz/mistrzyni przed walkąP – walka miała miejsce w pre-show |                                                                                         | |       |

### Turniej King of the Ring
|  |                                                                          |                                                                          |                                                                          |               |       |                                                  |                                                  |                                                  |  |  |                                               |                                               |                                               |  |  |                                             |                                             |                                             |
|  | Pierwsza runda (Raw, 6 maja) (SmackDown, 10 maja) (WWE Live, 11–12 maja) | Pierwsza runda (Raw, 6 maja) (SmackDown, 10 maja) (WWE Live, 11–12 maja) | Pierwsza runda (Raw, 6 maja) (SmackDown, 10 maja) (WWE Live, 11–12 maja) |               |       | Ćwierćfinały (Raw, 13 maja) (SmackDown, 17 maja) | Ćwierćfinały (Raw, 13 maja) (SmackDown, 17 maja) | Ćwierćfinały (Raw, 13 maja) (SmackDown, 17 maja) |  |  | Półfinały (Raw, 20 maja) (SmackDown, 24 maja) | Półfinały (Raw, 20 maja) (SmackDown, 24 maja) | Półfinały (Raw, 20 maja) (SmackDown, 24 maja) |  |  | Finał (King and Queen of the Ring, 25 maja) | Finał (King and Queen of the Ring, 25 maja) | Finał (King and Queen of the Ring, 25 maja) |
|  | Pierwsza runda (Raw, 6 maja) (SmackDown, 10 maja) (WWE Live, 11–12 maja) | Pierwsza runda (Raw, 6 maja) (SmackDown, 10 maja) (WWE Live, 11–12 maja) | Pierwsza runda (Raw, 6 maja) (SmackDown, 10 maja) (WWE Live, 11–12 maja) |               |       | Ćwierćfinały (Raw, 13 maja) (SmackDown, 17 maja) | Ćwierćfinały (Raw, 13 maja) (SmackDown, 17 maja) | Ćwierćfinały (Raw, 13 maja) (SmackDown, 17 maja) |  |  | Półfinały (Raw, 20 maja) (SmackDown, 24 maja) | Półfinały (Raw, 20 maja) (SmackDown, 24 maja) | Półfinały (Raw, 20 maja) (SmackDown, 24 maja) |  |  | Finał (King and Queen of the Ring, 25 maja) | Finał (King and Queen of the Ring, 25 maja) | Finał (King and Queen of the Ring, 25 maja) |
|  |                                                                          |                                                                          |                                                                          |               |       |                                                  |                                                  |                                                  |  |  |                                               |                                               |                                               |  |  |                                             |                                             |                                             |
|  |                                                                          |                                                                          |                                                                          |               |       |                                                  |                                                  |                                                  |  |  |                                               |                                               |                                               |  |  |                                             |                                             |                                             |
|  | Gunther                                                                  | Gunther                                                                  | Sub                                                                      |               |       |                                                  |                                                  |                                                  |  |  |                                               |                                               |                                               |  |  |                                             |                                             |                                             |
|  | Gunther                                                                  | Gunther                                                                  | Sub                                                                      |               |       |                                                  |                                                  |                                                  |  |  |                                               |                                               |                                               |  |  |                                             |                                             |                                             |
|  | Sheamus                                                                  | Sheamus                                                                  | 21:05                                                                    |               |       |                                                  |                                                  |                                                  |  |  |                                               |                                               |                                               |  |  |                                             |                                             |                                             |
|  | Sheamus                                                                  | Sheamus                                                                  | 21:05                                                                    |               |       | Gunther                                          | Gunther                                          | Sub                                              |  |  |                                               |                                               |                                               |  |  |                                             |                                             |                                             |
|  |                                                                          |                                                                          |                                                                          |               |       | Gunther                                          | Gunther                                          | Sub                                              |  |  |                                               |                                               |                                               |  |  |                                             |                                             |                                             |
|  |                                                                          |                                                                          | Kofi Kingston                                                            | Kofi Kingston | 13:50 |                                                  |                                                  |                                                  |  |  |                                               |                                               |                                               |  |  |                                             |                                             |                                             |
|  | Kofi Kingston                                                            | Kofi Kingston                                                            | Kofi Kingston                                                            | Kofi Kingston | 13:50 | Pin                                              |                                                  |                                                  |  |  |                                               |                                               |                                               |  |  |                                             |                                             |                                             |
|  | Kofi Kingston                                                            | Kofi Kingston                                                            |                                                                          |               |       |                                                  |                                                  |                                                  |  |  |                                               |                                               |                                               |  |  |                                             |                                             |                                             |
|  | Rey Mysterio                                                             | Rey Mysterio                                                             | [ 35 ]                                                                   |               |       |                                                  |                                                  |                                                  |  |  |                                               |                                               |                                               |  |  |                                             |                                             |                                             |
|  | Rey Mysterio                                                             | Rey Mysterio                                                             | [ 35 ]                                                                   |               |       | Gunther                                          | Gunther                                          | Sub                                              |  |  |                                               |                                               |                                               |  |  |                                             |                                             |                                             |
|  | Raw                                                                      |                                                                          |                                                                          |               |       | Gunther                                          | Gunther                                          | Sub                                              |  |  |                                               |                                               |                                               |  |  |                                             |                                             |                                             |
|  |                                                                          |                                                                          | Jey Uso                                                                  | Jey Uso       | 17:40 |                                                  |                                                  |                                                  |  |  |                                               |                                               |                                               |  |  |                                             |                                             |                                             |
|  | Ricochet                                                                 | Ricochet                                                                 | Jey Uso                                                                  | Jey Uso       | 17:40 | 14:00                                            |                                                  |                                                  |  |  |                                               |                                               |                                               |  |  |                                             |                                             |                                             |
|  | Ricochet                                                                 | Ricochet                                                                 |                                                                          |               |       |                                                  |                                                  |                                                  |  |  |                                               |                                               |                                               |  |  |                                             |                                             |                                             |
|  | Ilja Dragunov                                                            | Ilja Dragunov                                                            | Pin                                                                      |               |       |                                                  |                                                  |                                                  |  |  |                                               |                                               |                                               |  |  |                                             |                                             |                                             |
|  | Ilja Dragunov                                                            | Ilja Dragunov                                                            | Pin                                                                      |               |       | Ilja Dragunov                                    | Ilja Dragunov                                    | 13:15                                            |  |  |                                               |                                               |                                               |  |  |                                             |                                             |                                             |
|  |                                                                          |                                                                          |                                                                          |               |       | Ilja Dragunov                                    | Ilja Dragunov                                    | 13:15                                            |  |  |                                               |                                               |                                               |  |  |                                             |                                             |                                             |
|  |                                                                          |                                                                          | Jey Uso                                                                  | Jey Uso       | Pin   |                                                  |                                                  |                                                  |  |  |                                               |                                               |                                               |  |  |                                             |                                             |                                             |
|  | Jey Uso                                                                  | Jey Uso                                                                  | Jey Uso                                                                  | Jey Uso       | Pin   | Pin                                              |                                                  |                                                  |  |  |                                               |                                               |                                               |  |  |                                             |                                             |                                             |
|  | Jey Uso                                                                  | Jey Uso                                                                  |                                                                          |               |       |                                                  |                                                  |                                                  |  |  |                                               |                                               |                                               |  |  |                                             |                                             |                                             |
|  | Finn Bálor                                                               | Finn Bálor                                                               | 13:35                                                                    |               |       |                                                  |                                                  |                                                  |  |  |                                               |                                               |                                               |  |  |                                             |                                             |                                             |
|  | Finn Bálor                                                               | Finn Bálor                                                               | 13:35                                                                    |               |       | Gunther                                          | Gunther                                          | Pin                                              |  |  |                                               |                                               |                                               |  |  |                                             |                                             |                                             |
|  |                                                                          |                                                                          |                                                                          |               |       |                                                  |                                                  |                                                  |  |  |                                               |                                               |                                               |  |  |                                             |                                             |                                             |
|  |                                                                          |                                                                          | Randy Orton                                                              | Randy Orton   | 21:50 |                                                  |                                                  |                                                  |  |  |                                               |                                               |                                               |  |  |                                             |                                             |                                             |
|  | AJ Styles                                                                | AJ Styles                                                                | Randy Orton                                                              | Randy Orton   | 21:50 | 17:14                                            |                                                  |                                                  |  |  |                                               |                                               |                                               |  |  |                                             |                                             |                                             |
|  | AJ Styles                                                                | AJ Styles                                                                |                                                                          |               |       |                                                  |                                                  |                                                  |  |  |                                               |                                               |                                               |  |  |                                             |                                             |                                             |
|  | Randy Orton                                                              | Randy Orton                                                              | Pin                                                                      |               |       |                                                  |                                                  |                                                  |  |  |                                               |                                               |                                               |  |  |                                             |                                             |                                             |
|  | Randy Orton                                                              | Randy Orton                                                              | Pin                                                                      |               |       | Randy Orton                                      | Randy Orton                                      | Pin                                              |  |  |                                               |                                               |                                               |  |  |                                             |                                             |                                             |
|  |                                                                          |                                                                          |                                                                          |               |       | Randy Orton                                      | Randy Orton                                      | Pin                                              |  |  |                                               |                                               |                                               |  |  |                                             |                                             |                                             |
|  |                                                                          |                                                                          | Carmelo Hayes                                                            | Carmelo Hayes | 10:38 |                                                  |                                                  |                                                  |  |  |                                               |                                               |                                               |  |  |                                             |                                             |                                             |
|  | Baron Corbin                                                             | Baron Corbin                                                             | Carmelo Hayes                                                            | Carmelo Hayes | 10:38 | 6:17                                             |                                                  |                                                  |  |  |                                               |                                               |                                               |  |  |                                             |                                             |                                             |
|  | Baron Corbin                                                             | Baron Corbin                                                             |                                                                          |               |       |                                                  |                                                  |                                                  |  |  |                                               |                                               |                                               |  |  |                                             |                                             |                                             |
|  | Carmelo Hayes                                                            | Carmelo Hayes                                                            | Pin                                                                      |               |       |                                                  |                                                  |                                                  |  |  |                                               |                                               |                                               |  |  |                                             |                                             |                                             |
|  | Carmelo Hayes                                                            | Carmelo Hayes                                                            | Pin                                                                      |               |       | Randy Orton                                      | Randy Orton                                      | Pin                                              |  |  |                                               |                                               |                                               |  |  |                                             |                                             |                                             |
|  | SmackDown                                                                |                                                                          |                                                                          |               |       | Randy Orton                                      | Randy Orton                                      | Pin                                              |  |  |                                               |                                               |                                               |  |  |                                             |                                             |                                             |
|  |                                                                          |                                                                          | Tama Tonga                                                               | Tama Tonga    | 13:58 |                                                  |                                                  |                                                  |  |  |                                               |                                               |                                               |  |  |                                             |                                             |                                             |
|  | LA Knight                                                                | LA Knight                                                                | Tama Tonga                                                               | Tama Tonga    | 13:58 | Pin                                              |                                                  |                                                  |  |  |                                               |                                               |                                               |  |  |                                             |                                             |                                             |
|  | LA Knight                                                                | LA Knight                                                                |                                                                          |               |       |                                                  |                                                  |                                                  |  |  |                                               |                                               |                                               |  |  |                                             |                                             |                                             |
|  | Santos Escobar                                                           | Santos Escobar                                                           | [ 37 ]                                                                   |               |       |                                                  |                                                  |                                                  |  |  |                                               |                                               |                                               |  |  |                                             |                                             |                                             |
|  | Santos Escobar                                                           | Santos Escobar                                                           | [ 37 ]                                                                   |               |       | LA Knight                                        | LA Knight                                        | 8:43                                             |  |  |                                               |                                               |                                               |  |  |                                             |                                             |                                             |
|  |                                                                          |                                                                          |                                                                          |               |       | LA Knight                                        | LA Knight                                        | 8:43                                             |  |  |                                               |                                               |                                               |  |  |                                             |                                             |                                             |
|  |                                                                          |                                                                          | Tama Tonga                                                               | Tama Tonga    | Pin   |                                                  |                                                  |                                                  |  |  |                                               |                                               |                                               |  |  |                                             |                                             |                                             |
|  | Angelo Dawkins                                                           | Angelo Dawkins                                                           | Tama Tonga                                                               | Tama Tonga    | Pin   | 2:28                                             |                                                  |                                                  |  |  |                                               |                                               |                                               |  |  |                                             |                                             |                                             |
|  | Angelo Dawkins                                                           | Angelo Dawkins                                                           |                                                                          |               |       |                                                  |                                                  |                                                  |  |  |                                               |                                               |                                               |  |  |                                             |                                             |                                             |
|  | Tama Tonga                                                               | Tama Tonga                                                               | Pin                                                                      |               |       |                                                  |                                                  |                                                  |  |  |                                               |                                               |                                               |  |  |                                             |                                             |                                             |
|  | Tama Tonga                                                               | Tama Tonga                                                               | Pin                                                                      |               |       |                                                  |                                                  |                                                  |  |  |                                               |                                               |                                               |  |  |                                             |                                             |                                             |
|  |                                                                          |                                                                          |                                                                          |               |       |                                                  |                                                  |                                                  |  |  |                                               |                                               |                                               |  |  |                                             |                                             |                                             |

### Turniej Queen of the Ring
|  |                                                                          |                                                                          |                                                                          |               |       |                                                  |                                                  |                                                  |  |  |                                               |                                               |                                               |  |  |                                             |                                             |                                             |
|  | Pierwsza runda (Raw, 6 maja) (SmackDown, 10 maja) (WWE Live, 11–12 maja) | Pierwsza runda (Raw, 6 maja) (SmackDown, 10 maja) (WWE Live, 11–12 maja) | Pierwsza runda (Raw, 6 maja) (SmackDown, 10 maja) (WWE Live, 11–12 maja) |               |       | Ćwierćfinały (Raw, 13 maja) (SmackDown, 17 maja) | Ćwierćfinały (Raw, 13 maja) (SmackDown, 17 maja) | Ćwierćfinały (Raw, 13 maja) (SmackDown, 17 maja) |  |  | Półfinały (Raw, 20 maja) (SmackDown, 24 maja) | Półfinały (Raw, 20 maja) (SmackDown, 24 maja) | Półfinały (Raw, 20 maja) (SmackDown, 24 maja) |  |  | Finał (King and Queen of the Ring, 25 maja) | Finał (King and Queen of the Ring, 25 maja) | Finał (King and Queen of the Ring, 25 maja) |
|  | Pierwsza runda (Raw, 6 maja) (SmackDown, 10 maja) (WWE Live, 11–12 maja) | Pierwsza runda (Raw, 6 maja) (SmackDown, 10 maja) (WWE Live, 11–12 maja) | Pierwsza runda (Raw, 6 maja) (SmackDown, 10 maja) (WWE Live, 11–12 maja) |               |       | Ćwierćfinały (Raw, 13 maja) (SmackDown, 17 maja) | Ćwierćfinały (Raw, 13 maja) (SmackDown, 17 maja) | Ćwierćfinały (Raw, 13 maja) (SmackDown, 17 maja) |  |  | Półfinały (Raw, 20 maja) (SmackDown, 24 maja) | Półfinały (Raw, 20 maja) (SmackDown, 24 maja) | Półfinały (Raw, 20 maja) (SmackDown, 24 maja) |  |  | Finał (King and Queen of the Ring, 25 maja) | Finał (King and Queen of the Ring, 25 maja) | Finał (King and Queen of the Ring, 25 maja) |
|  |                                                                          |                                                                          |                                                                          |               |       |                                                  |                                                  |                                                  |  |  |                                               |                                               |                                               |  |  |                                             |                                             |                                             |
|  |                                                                          |                                                                          |                                                                          |               |       |                                                  |                                                  |                                                  |  |  |                                               |                                               |                                               |  |  |                                             |                                             |                                             |
|  | Shayna Baszler                                                           | Shayna Baszler                                                           | Sub                                                                      |               |       |                                                  |                                                  |                                                  |  |  |                                               |                                               |                                               |  |  |                                             |                                             |                                             |
|  | Shayna Baszler                                                           | Shayna Baszler                                                           | Sub                                                                      |               |       |                                                  |                                                  |                                                  |  |  |                                               |                                               |                                               |  |  |                                             |                                             |                                             |
|  | Maxxine Dupri                                                            | Maxxine Dupri                                                            | [ 38 ]                                                                   |               |       |                                                  |                                                  |                                                  |  |  |                                               |                                               |                                               |  |  |                                             |                                             |                                             |
|  | Maxxine Dupri                                                            | Maxxine Dupri                                                            | [ 38 ]                                                                   |               |       | Shayna Baszler                                   | Shayna Baszler                                   | 10:00                                            |  |  |                                               |                                               |                                               |  |  |                                             |                                             |                                             |
|  |                                                                          |                                                                          |                                                                          |               |       | Shayna Baszler                                   | Shayna Baszler                                   | 10:00                                            |  |  |                                               |                                               |                                               |  |  |                                             |                                             |                                             |
|  |                                                                          |                                                                          | Iyo Sky                                                                  | Iyo Sky       | Pin   |                                                  |                                                  |                                                  |  |  |                                               |                                               |                                               |  |  |                                             |                                             |                                             |
|  | Iyo Sky                                                                  | Iyo Sky                                                                  | Iyo Sky                                                                  | Iyo Sky       | Pin   | Pin                                              |                                                  |                                                  |  |  |                                               |                                               |                                               |  |  |                                             |                                             |                                             |
|  | Iyo Sky                                                                  | Iyo Sky                                                                  |                                                                          |               |       |                                                  |                                                  |                                                  |  |  |                                               |                                               |                                               |  |  |                                             |                                             |                                             |
|  | Natalya                                                                  | Natalya                                                                  | 10:20                                                                    |               |       |                                                  |                                                  |                                                  |  |  |                                               |                                               |                                               |  |  |                                             |                                             |                                             |
|  | Natalya                                                                  | Natalya                                                                  | 10:20                                                                    |               |       | Iyo Sky                                          | Iyo Sky                                          | 19:15                                            |  |  |                                               |                                               |                                               |  |  |                                             |                                             |                                             |
|  | Raw                                                                      |                                                                          |                                                                          |               |       | Iyo Sky                                          | Iyo Sky                                          | 19:15                                            |  |  |                                               |                                               |                                               |  |  |                                             |                                             |                                             |
|  |                                                                          |                                                                          | Lyra Valkyria                                                            | Lyra Valkyria | Pin   |                                                  |                                                  |                                                  |  |  |                                               |                                               |                                               |  |  |                                             |                                             |                                             |
|  | Dakota Kai                                                               | Dakota Kai                                                               | Lyra Valkyria                                                            | Lyra Valkyria | Pin   | 8:50                                             |                                                  |                                                  |  |  |                                               |                                               |                                               |  |  |                                             |                                             |                                             |
|  | Dakota Kai                                                               | Dakota Kai                                                               |                                                                          |               |       |                                                  |                                                  |                                                  |  |  |                                               |                                               |                                               |  |  |                                             |                                             |                                             |
|  | Lyra Valkyria                                                            | Lyra Valkyria                                                            | Pin                                                                      |               |       |                                                  |                                                  |                                                  |  |  |                                               |                                               |                                               |  |  |                                             |                                             |                                             |
|  | Lyra Valkyria                                                            | Lyra Valkyria                                                            | Pin                                                                      |               |       | Lyra Valkyria                                    | Lyra Valkyria                                    | Pin                                              |  |  |                                               |                                               |                                               |  |  |                                             |                                             |                                             |
|  |                                                                          |                                                                          |                                                                          |               |       | Lyra Valkyria                                    | Lyra Valkyria                                    | Pin                                              |  |  |                                               |                                               |                                               |  |  |                                             |                                             |                                             |
|  |                                                                          |                                                                          | Zoey Stark                                                               | Zoey Stark    | 9:00  |                                                  |                                                  |                                                  |  |  |                                               |                                               |                                               |  |  |                                             |                                             |                                             |
|  | Ivy Nile                                                                 | Ivy Nile                                                                 | Zoey Stark                                                               | Zoey Stark    | 9:00  | 5:20                                             |                                                  |                                                  |  |  |                                               |                                               |                                               |  |  |                                             |                                             |                                             |
|  | Ivy Nile                                                                 | Ivy Nile                                                                 |                                                                          |               |       |                                                  |                                                  |                                                  |  |  |                                               |                                               |                                               |  |  |                                             |                                             |                                             |
|  | Zoey Stark                                                               | Zoey Stark                                                               | Pin                                                                      |               |       |                                                  |                                                  |                                                  |  |  |                                               |                                               |                                               |  |  |                                             |                                             |                                             |
|  | Zoey Stark                                                               | Zoey Stark                                                               | Pin                                                                      |               |       | Lyra Valkyria                                    | Lyra Valkyria                                    | 9:40                                             |  |  |                                               |                                               |                                               |  |  |                                             |                                             |                                             |
|  |                                                                          |                                                                          |                                                                          |               |       |                                                  |                                                  |                                                  |  |  |                                               |                                               |                                               |  |  |                                             |                                             |                                             |
|  |                                                                          |                                                                          | Nia Jax                                                                  | Nia Jax       | Pin   |                                                  |                                                  |                                                  |  |  |                                               |                                               |                                               |  |  |                                             |                                             |                                             |
|  | Naomi                                                                    | Naomi                                                                    | Nia Jax                                                                  | Nia Jax       | Pin   | 8:21                                             |                                                  |                                                  |  |  |                                               |                                               |                                               |  |  |                                             |                                             |                                             |
|  | Naomi                                                                    | Naomi                                                                    |                                                                          |               |       |                                                  |                                                  |                                                  |  |  |                                               |                                               |                                               |  |  |                                             |                                             |                                             |
|  | Nia Jax                                                                  | Nia Jax                                                                  | Pin                                                                      |               |       |                                                  |                                                  |                                                  |  |  |                                               |                                               |                                               |  |  |                                             |                                             |                                             |
|  | Nia Jax                                                                  | Nia Jax                                                                  | Pin                                                                      |               |       | Nia Jax                                          | Nia Jax                                          | DQ                                               |  |  |                                               |                                               |                                               |  |  |                                             |                                             |                                             |
|  |                                                                          |                                                                          |                                                                          |               |       | Nia Jax                                          | Nia Jax                                          | DQ                                               |  |  |                                               |                                               |                                               |  |  |                                             |                                             |                                             |
|  |                                                                          |                                                                          | Jade Cargill                                                             | Jade Cargill  | 2:37  |                                                  |                                                  |                                                  |  |  |                                               |                                               |                                               |  |  |                                             |                                             |                                             |
|  | Jade Cargill                                                             | Jade Cargill                                                             | Jade Cargill                                                             | Jade Cargill  | 2:37  | Pin                                              |                                                  |                                                  |  |  |                                               |                                               |                                               |  |  |                                             |                                             |                                             |
|  | Jade Cargill                                                             | Jade Cargill                                                             |                                                                          |               |       |                                                  |                                                  |                                                  |  |  |                                               |                                               |                                               |  |  |                                             |                                             |                                             |
|  | Piper Niven                                                              | Piper Niven                                                              | 5:23                                                                     |               |       |                                                  |                                                  |                                                  |  |  |                                               |                                               |                                               |  |  |                                             |                                             |                                             |
|  | Piper Niven                                                              | Piper Niven                                                              | 5:23                                                                     |               |       | Nia Jax                                          | Nia Jax                                          | Pin                                              |  |  |                                               |                                               |                                               |  |  |                                             |                                             |                                             |
|  | SmackDown                                                                |                                                                          |                                                                          |               |       | Nia Jax                                          | Nia Jax                                          | Pin                                              |  |  |                                               |                                               |                                               |  |  |                                             |                                             |                                             |
|  |                                                                          |                                                                          | Bianca Belair                                                            | Bianca Belair | 11:37 |                                                  |                                                  |                                                  |  |  |                                               |                                               |                                               |  |  |                                             |                                             |                                             |
|  | Michin                                                                   | Michin                                                                   | Bianca Belair                                                            | Bianca Belair | 11:37 | [ 39 ]                                           |                                                  |                                                  |  |  |                                               |                                               |                                               |  |  |                                             |                                             |                                             |
|  | Michin                                                                   | Michin                                                                   |                                                                          |               |       |                                                  |                                                  |                                                  |  |  |                                               |                                               |                                               |  |  |                                             |                                             |                                             |
|  | Tiffany Stratton                                                         | Tiffany Stratton                                                         | Pin                                                                      |               |       |                                                  |                                                  |                                                  |  |  |                                               |                                               |                                               |  |  |                                             |                                             |                                             |
|  | Tiffany Stratton                                                         | Tiffany Stratton                                                         | Pin                                                                      |               |       | Tiffany Stratton                                 | Tiffany Stratton                                 | 13:28                                            |  |  |                                               |                                               |                                               |  |  |                                             |                                             |                                             |
|  |                                                                          |                                                                          |                                                                          |               |       | Tiffany Stratton                                 | Tiffany Stratton                                 | 13:28                                            |  |  |                                               |                                               |                                               |  |  |                                             |                                             |                                             |
|  |                                                                          |                                                                          | Bianca Belair                                                            | Bianca Belair | Pin   |                                                  |                                                  |                                                  |  |  |                                               |                                               |                                               |  |  |                                             |                                             |                                             |
|  | Bianca Belair                                                            | Bianca Belair                                                            | Bianca Belair                                                            | Bianca Belair | Pin   | Pin                                              |                                                  |                                                  |  |  |                                               |                                               |                                               |  |  |                                             |                                             |                                             |
|  | Bianca Belair                                                            | Bianca Belair                                                            |                                                                          |               |       |                                                  |                                                  |                                                  |  |  |                                               |                                               |                                               |  |  |                                             |                                             |                                             |
|  | Candice LeRae                                                            | Candice LeRae                                                            | 2:48                                                                     |               |       |                                                  |                                                  |                                                  |  |  |                                               |                                               |                                               |  |  |                                             |                                             |                                             |
|  | Candice LeRae                                                            | Candice LeRae                                                            | 2:48                                                                     |               |       |                                                  |                                                  |                                                  |  |  |                                               |                                               |                                               |  |  |                                             |                                             |                                             |
|  |                                                                          |                                                                          |                                                                          |               |       |                                                  |                                                  |                                                  |  |  |                                               |                                               |                                               |  |  |                                             |                                             |                                             |